# Новый Колодец
Но́вый Коло́дец — посёлок в Дмитровском районе Орловской области. Входит в состав Долбёнкинского сельского поселения. 

## География
Расположен в 21 км к юго-востоку от Дмитровска у границы с Железногорским районом Курской области на западной окраине леса Перещипного. Состоит из одной улицы, протянувшейся с севера на юг.

## История
В 1926 году в посёлке было 12 дворов, проживало 85 человек (46 мужского пола и 39 женского). В то время Новый Колодец имел второе название — Дубовской и входил в состав Долбенкинского сельсовета Долбенкинской волости Дмитровского уезда Орловской губернии. С 1928 года в составе Дмитровского района. В 1937 году в посёлке было 16 дворов. 
Во время Великой Отечественной войны, с октября 1941 года по август 1943 года, находился в зоне немецко-фашистской оккупации (территория Локотского самоуправления). 

## Население
| 1926 | 1979 | 2002 | 2010 |
| ---- | ---- | ---- | ---- |
| 85   | ↘25  | ↘11  | ↘4   |